# Thorectes
Thorectes is een geslacht van kevers uit de familie mesttorren (Geotrupidae). De wetenschappelijke naam van het geslacht werd in 1842 gepubliceerd door Étienne Mulsant.
Het geslacht komt vooral voor rond de Middellandse Zee (Zuid-Europa en Noord-Afrika), maar er zijn ook soorten bekend uit de Himalaya (Nepal, Uttar Pradesh in India) en Tadzjikistan.
Het zijn kevers die niet kunnen vliegen, ze hebben slechts rudimentaire vleugels of in het geheel geen vleugels. De dekschilden zijn met elkaar vergroeid.